# Håkkårøysa
Der Håkkårøysa (deutsch Hakons Steinhügelgrab) ist eine Röse (norwegisch Gravrøys) aus der Wikingerzeit (800–1050 n. Chr.) Sie liegt nahe der Südspitze der Insel Averøya am Kvernesfjord im Fylke Møre og Romsdal in Norwegen. 
Der größte Grabhügel in der Region Nordmøre ist 1,5 bis 2,0 m hoch und hat einen Durchmesser von 35 bis 40 m. Man nimmt an, dass einer der Häuptlinge (ggf. „Egil Ullserk“) aus der Schlacht von Rastarkalv im Jahre 961 hier begraben liegt. Diese war eine von mehreren militärischen Auseinandersetzungen zwischen den Truppen von König Haakon dem Guten (König von 935 bis 961 n. Chr.) und den Söhnen von Erik Blutaxt, den Eriksöhnen (norwegisch Eiriksønnene).
Der Grabhügel wurde noch nicht archäologisch untersucht. Es wird spekuliert, ob das Grab eine Bootsbestattung enthält, die trotz der Beschädigungen des Steinhügels durch Raubgräber intakt sein könnte. 
Auf Averøya befinden sich weitere Archäologische Fundplätze. Die Felsritzungen von Søbstad liegen im Norden der Insel, der Steinkreis von Kvernes Tingsted liegt auf der Ostseite.

## Legende
Eine lokale Legende erzählt von einem Goldschatz im Steinhügelgrab und dass man ihn zu plündern versuchte. Als die Männer in dem Steinhaufen gruben, sahen sie plötzlich in der Ferne ihre Höfe brennen. Sie liefen nach Hause, um zu löschen. Als sie dort ankamen, gab es keine Spur von Feuer, aber sie versuchten nie wieder den Steinhaufen zu plündern.